# Együttérzés
Az együttérzés más érző lény szenvedésére adott reakció, amely megértésen alapul és segítségnyújtásra sarkall.
Az együttérzés erőfeszítésre ösztönzi az embereket, hogy segítsenek mások fizikális, spirituális vagy érzelmi fájdalmán vagy sérülésén. Az együttérzést leginkább érzelmi oldalról szokás meghatározni, jóllehet ha olyan fogalmak mellé társítjuk mint tisztesség, igazság, vagy kölcsönös függés, akkor racionális értelmet is kaphat, amely igazságosságon alapul. Az együttérzés az empátiánál erőteljesebb, ugyanis más szenvedés elmulasztásának aktív vágyát jelenti.
Az együttérzés számos filozófiában minősül hatalmas erénynek és az összes nagy világvallás a legfőbb erények közé sorolja.

## Elméletek
Az együttérzés három nézőpontból is megközelíthető.
- az empatikus szorongás szinonimájaként, amelyben a szorongás érzése egy másik személy szenvedésével kapcsolatos. Az együttérzés ezen megközelítése arra alapoz, hogy az emberek érzései olykor a környezetükben lévő más emberek érzelmeit tükrözik.
- a szeretet vagy a bánat egy változata, amely nem számít külön érzelemnek.
- az evolúciós pszichológia szerint az együttérzés külön érzelmi állapotnak minősül, amely elkülönül a szorongástól, a bánattól és a szeretettől.

Egy más személlyel való azonosulás érzése az emberi lények alapvető jellemzője. Általánosan jelen van a világ minden táján és egészen csecsemőkortól tapasztalható, ahogy a csecsemő az első napjától kezdve tükrözi az anya arckifejezéseit és mozdulatait. Ez a folyamat rendkívül szorosan kapcsolódik az együttérzéshez, és a másokkal történő szimpatizálás átível az országok, a különböző kultúrák és nyelvek között is. A másokkal történő azonosulás ezen folyamatának lehetséges forrása lehet egy olyan egyetemes kategória, amit úgy nevezünk, hogy „lélek”. Az 1970-es évek vége felé egymástól egészen eltérő kultúrák és nemzetek fordultak a vallásos fundamentalizmus felé, amelyet rendszerint a „léleknek” tulajdonítottak. Az azonosulás érzetének másik módja az emberi állapotok és az ezzel kapcsolatos tapasztalatok minél alaposabb ismerete.
Egy meghatározás szerint a szenvedés a személy saját közelgő pusztulásának észlelését vagy az integritásának elvesztését jelenti, amely egészen addig tart, amíg a veszélyhelyzet el nem múlik, vagy a személy integritása helyre nem áll. A vonáselméletek szerint is a személyek egymástól eredendően különböznek, amelyből arra lehet következtetni, hogy az emberi szenvedés mindenkor személyes és unikális. A szenvedés lehet pszichológiai, társadalmi vagy fizikális trauma eredménye. Ugyanolyan gyakran fordul elő akkut, mint krónikus formában. A szenvedés magányos jellemzője miatt alapvetően nehéz megtudni, hogy másvalaki szenved. Sokan magukról sem tudják, hogy szenvednek. Az együttérzés a másokkal való azonosuláson keresztül történik, az emberi viselkedés ismeretén, a szenvedés felismerésén, érzelmek átvitelén keresztül.

## Pszichológia
Egyre nagyobb figyelmet szentel az együttérzés kutatására a pozitív pszichológia és a társadalompszichológia. A 14. dalai láma szerint „az együttérzés szükségszerű, nem pedig luxus”, illetve „az emberi túlélés múlik rajta”. Az együttérzés az összekapcsolódás folyamata azáltal, hogy valaki mással azonosulunk. Ez az a folyamat fokozott motivációhoz vezethet, hogy mások szenvedését elmulasszuk.
A tudósok tanulmányozzák az együttérzés motivált szabályozását a nagyszabású krízisek kontextusában, mint például természeti katasztrófák és gyilkosságok. Sok kutatásban találták azt, hogy az emberek könnyebben éreznek együtt egyénekkel, mint tömegnyi áldozatokkal szemben (ez a „beazonosítható áldozat effektus”). Azt is megállapították, hogy az együttérzésnek ez az összezuhanása nagyban függ az érzelmek irányításának képességétől és az ehhez szükséges motivációtól. Az emberek csak akkor mutatnak kevesebb együttérzést a tömegekkel szemben, ha a segítségnyújtás pénzügyi kiadással jár részükről, és csak akkor ha képesek ügyesen befolyásolni saját érzéseiket.
Az együttérzésnek három feltétele van: az embernek éreznie kell, hogy az érzelmeit kiváltó probléma komoly, a problémát nem saját magának okozta, illetve el kell tudnia képzelni magát egy hasonló helyzetben.

## Neuropszichológia
Egy 2009-es fMRI-kísérlet során Mary Helen Immordino-Yang és a Brain and Creativity Institute (Agy és Kreativitás Intézet) egyik munkatársa az olyan erős együttérzéseket vizsgálta, amelyeket mások társadalmi vagy fizikális fájdalma okozott. Mindkét érzésnél azt várták, hogy változás következik be az insula, az anterior cinguláris réteg, a hipotalamusz és a középagy aktivitásában, de szintén találtak egy korábban még nem jellemzett aktivitás mintát az agykéregben, mindkét agyfélteke hátsó mediális felszínén, amely az agy alapüzemmód hálózatért felelős terület. A társadalmi fájdalom által keltett együttérzéskor ennek a területnek az interoceptív, a alsó/hátsó részén volt erős aktivitás, a fizikális fájdalom által keltett együttérzéskor fokozott aktivitást észleltek az exteroceptív, felső/elülső részen, ahol a társadalmi fájdalom keltette együttérzéskor kisebb volt az aktivitás. A társadalmi fájdalom okozta együttérzéskor az anterior insulában lévő aktivitás később volt maximális és hosszabb ideig tartott, mint a fizikális fájdalom esetében. A másokkal szemben érzett együttérzés hatással van a prefrontális kéregre, a felső frontális kéregre és a középagyra. Az együttérzés érzelmei és cselekedetei olyan területeket stimuláltak, amelyekről tudni lehet, hogy szabályozzák a homeosztázist, mint például az insula vagy a hipotalamusz.

## Orvostudomány
Az együttérzés az orvosok egyik legfontosabb tulajdonsága. Az együttérzés érzete hozza a vágyat, hogy tegyünk valamit egy szenvedő segítéséért. Mások segítségére lenni nem egyenlő az együttérzéssel, de arra lehet következtetni, hogy az együttérzés is azon érzésekhez hasonlít, amelyek feszültséget keltenek és motiválólag hatnak. Az orvosok legfontosabb kötelességnek tekintik, hogy a páciens érdekeit nézzék először, ne ártsanak neki, megfelelő ellátást biztosítsanak számára és a köztük elhangzottakat tartsák titokban. Az együttérzés ezekben a kötelességekben is jelen van a szenvedés felismerése és a kezelés által. Az együtt érző orvosok jól értik a betegség és a szenvedés hatásait az emberi viselkedésre.

## Vallásos és spirituális nézetek

### Hinduizmus

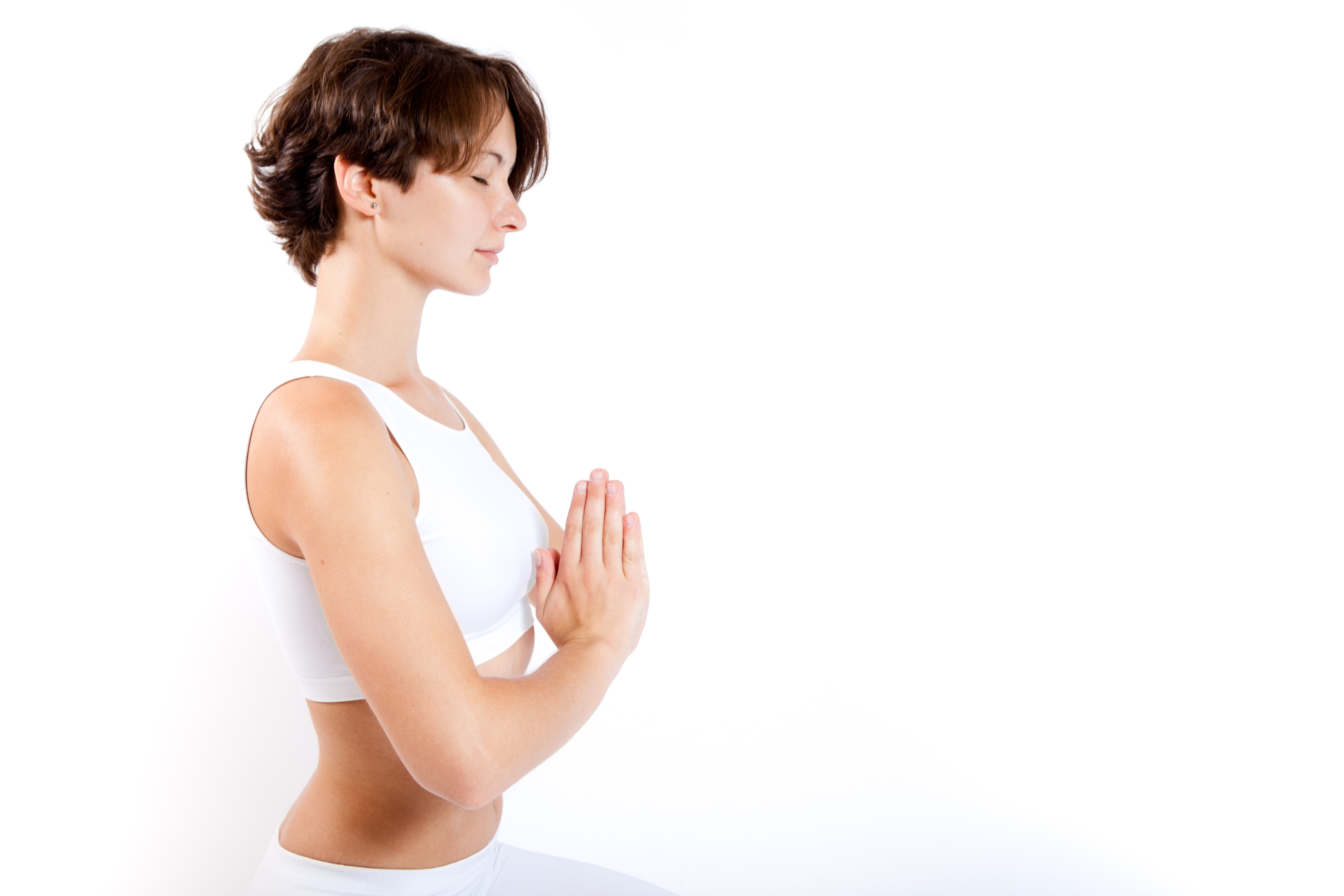
A jóga lényege a fizikális, mentális és spirituális megtisztulás, miközben a lélek és a tudat együtt érző állapotba kerül. A különböző ászanákat és mudrákat ötvözik meditációval és ön-reflekciós gyakorlatokkal, az együttérzés gyakorlása érdekében.

A klasszikus hindu irodalmakban az együttérzés olyan erény, amelynek több fajtáját különböztetik meg, amelyeket külön szavakkal jellemeznek. A három legáltalánosabb fogalom a dajá (दया), a karuná (करुणा), és anukampá (अनुकम्पा). A hinduizmusban használatos további kifejezések az együttérzéssel kapcsolatban: karunyá, ghrina, kripa és anukrosa. Ezek közül némelyeket szinonimaként használnak a hinduizmus különböző iskoláiban, illetve ezekkel helyettesítik egyaránt az együttérzés forrását, következményeit és természetét. A minden élőlény irányába érzett együttérzés, Gandhi és mások szerint is, a hindu filozófia központi felfogása.
A dajá a Padma Purána szerint erényes vágy mások nehézségeinek és bánatának enyhítésére, bármekkora erőfeszítésre is legyen ehhez szükség. A Matszja Purána alapján a dajá olyan érték, amely minden élőlényt (az embereket is) úgy tekint, mint saját, és akarja másik élőlény jólétét. Az ilyen együttérzés, a Matszja Purána szerint, a boldogság elengedhetetlen kelléke. Ekadashi Tattvam magyarázatában a dajá jellemzője, hogy önmagának tekinti az idegent, a rokont, a barátot és az ellenséget is. Az együttérzés az az állapot, amikor a személy minden élőlényt sajátjaként él meg, ezáltal bárminemű szenvedést a sajátjaként azonosít. A minden élőlénnyel való együttérzés, beleértve az idegeneket és az ellenségeseket is, nemes erénynek tekintendő. A karuná azt jelenti, hogy valaki a saját tudatát más szolgálatába állítja. Az anukampá arra az érzelmi állapotra utal, amely a mások általi szenvedés és fájdalom megfigyeléséből és megértéséből fakad. A Mahábháratában, Indra Judhisthirát élteti, akinek az anukrosa jelzőt adja — amely azt jelenti, hogy minden érző lénnyel együtt érez. Tulszidasz, indiai szent, reformer és költő a daját (együttérzés) szembeállítja az abhiman (arrogancia, mások megvetése) kifejezéssel, és azt állítja, hogy az előbbi dharmikus élet, az utóbbi pedig a bűn forrása. A dajá (együttérzés) nem egyezik a kripa (sajnálat) kifejezéssel a hinduizmusban, sem a szenvedő sajnálatával, ugyanis az lekezeléssel jár. Az együttérzés az ahimsza alapja, amely a hindu filozófiában fő erénynek számít.
A hinduizmusban az együttérzés abszolút és relatív koncepcióként is szerepel. Kétfajta együttérzés van: azzal szemben, aki szenved annak ellenére, hogy semmi rosszat nem tett, és azzal szemben, aki elkövetett valami rosszat. Az abszolút együttérzés mindkettőre vonatkozik, a relatív együttérzés a kettő közötti különbségre alapoz. Az utóbbihoz tartoznak azok, akiket bűnösnek találnak olyan bűnökért, mint a gyilkosság. Az ilyen esetekben az együttérzés erényét ki kell egyensúlyozni az igazságosság erényével.
A klasszikus hindu irodalmak több indiai nyelven is léteznek, például az i. e. 200 és i. sz. 400 között keletkezett Tirukkural, vagy más néven a tamil Véda. Az első könyvének 25. fejezete az együttérzésről szól, majd külön fejezetek szólnak az együttérzésből fakadó értékekről, úgy, mint többek között vegetarianizmus vagy veganizmus (26. fejezet), erőszakmentesség (32. fejezet), gyilkolásmentesség (33. fejezet), kedvesség birtoklása (Chapter 8), félni a gonosz cselekedetek elkövetésétől (21. fejezet), jóakaratúság (58. fejezet), a helyes jogar (55. fejezet) és a terrorizmus hiánya (57. fejezet).

### Dzsainizmus
A dzsainizmusban központi fontosságú együtt érezni minden élőlénnyel, emberrel és nem emberrel egyaránt. Minden élet szent ugyan, az emberi élet mégis a földi lét legmagasabb formája. Megölni bárkit, bármekkora is legyen a bűnük, elképzelhetetlenül borzalmas dolog. Ez az egyetlen vallás, amely egyaránt megköveteli az egyházi és a világi követőktől is a vegetarianizmust. Egyes feltételezések szerint némely hindu hagyományok az erős dzsain hatás következtében váltak szintén vegetáriánussá. A dzsain erőszakmentesség azonban jóval meghaladja a vegetarianizmusban foglaltakat. A dzsainizmus követői visszautasítják az olyan ételt is, amelynek megszerzéséhez szükségtelen erőszak párosult. Közülük sokan veganisták.  A dzsainisták India szerte működtetnek állatmenhelyeket. A Lal Mandir, fontos dzsain templom Delhiben, dzsain madárkórházat üzemeltet a templom mögötti épületben. Bundelkhand régió minden városában és településén van dzsain üzemeltetésű állatmenhely. A dzsain szerzetesek hatalmas erőfeszítéseket tesznek a gyilkolás elkerülése érdekében. Maguk előtt sepregetnek, hogy nehogy rálépjenek bogarakra, sőt még maszkot is viselnek, nehogy lenyeljék véletlenül a legapróbb repülő bogarakat.

### Júdaizmus
A zsidó vallásban Istenre úgy hivatkoznak, hogy ő az Együttérzés Atyja: ezáltal Raḥmana, avagy az Együttérzés lesz az Úr általános megnevezése. A szenvedővel szembeni sajnálat kelti a vágyat, hogy az meg legyen szabadítva. Ez megvan mind az emberben, mind Istenben. A Héber Bibliában szereplő együttérzés a szülő által a gyermeke iránt táplált érzést jelenti.

### Buddhizmus

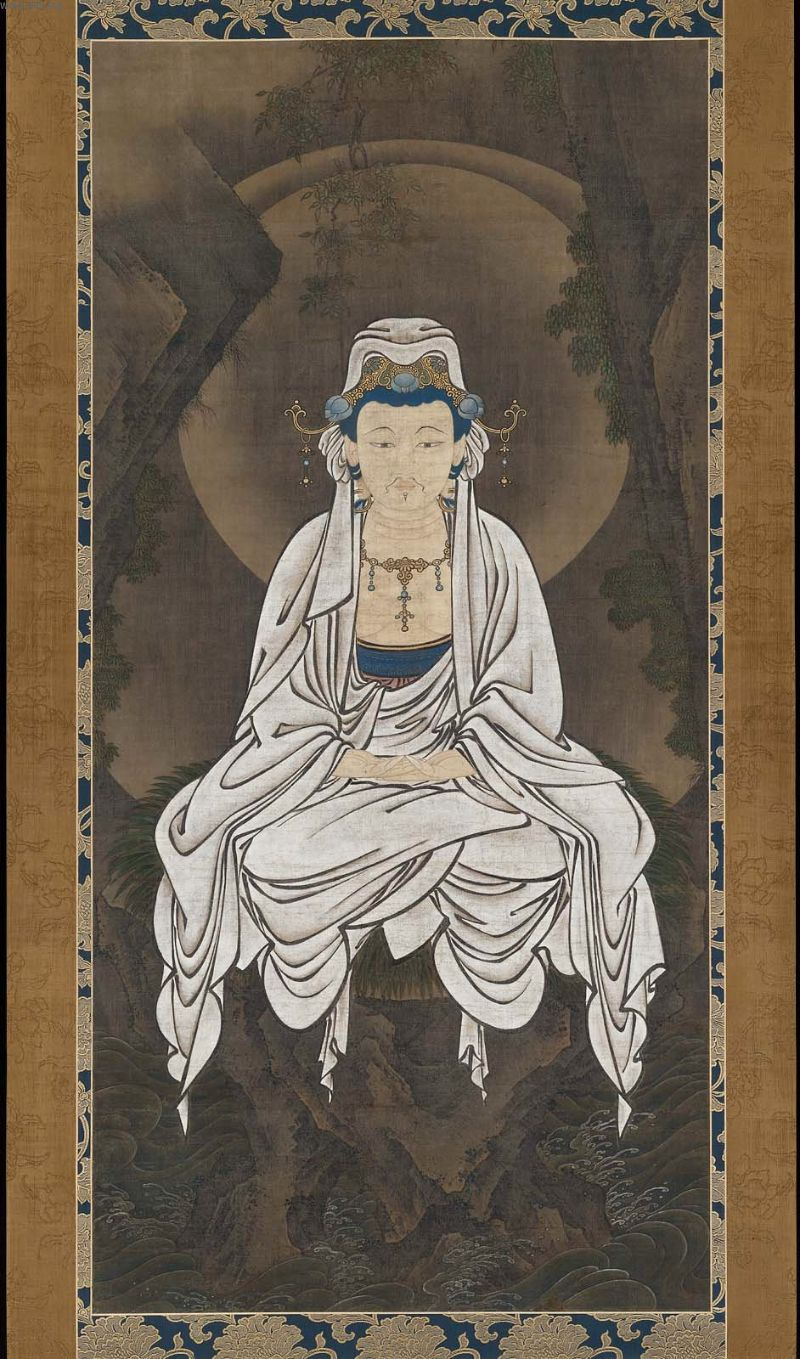
Kannon, az együttérzés bodhiszattvájának megtestesülése, 16. századi japán kép

A buddhizmusban a négy nemes igazság közül az első a szenvedés igazsága (dukkha). Ez egyben a létezés három jellemzője közül az egyik. A szenvedést a nemtudás hozza létre, illetve a felismerés hiánya, hogy a dolgok és a jelenségek állandótlan (aniccsa) természetűek és mástól teljesen függetlenül, csupán önmaguk által nem meghatározhatóak (anatta). A megfigyelés és valóságos látás által kialakítható együttérzés megfelelő reakció a tényleges valóságra. A történelmi Buddhában az az igaz kívánság testesült meg, hogy minden lényt megszabadítson a szenvedéstől.

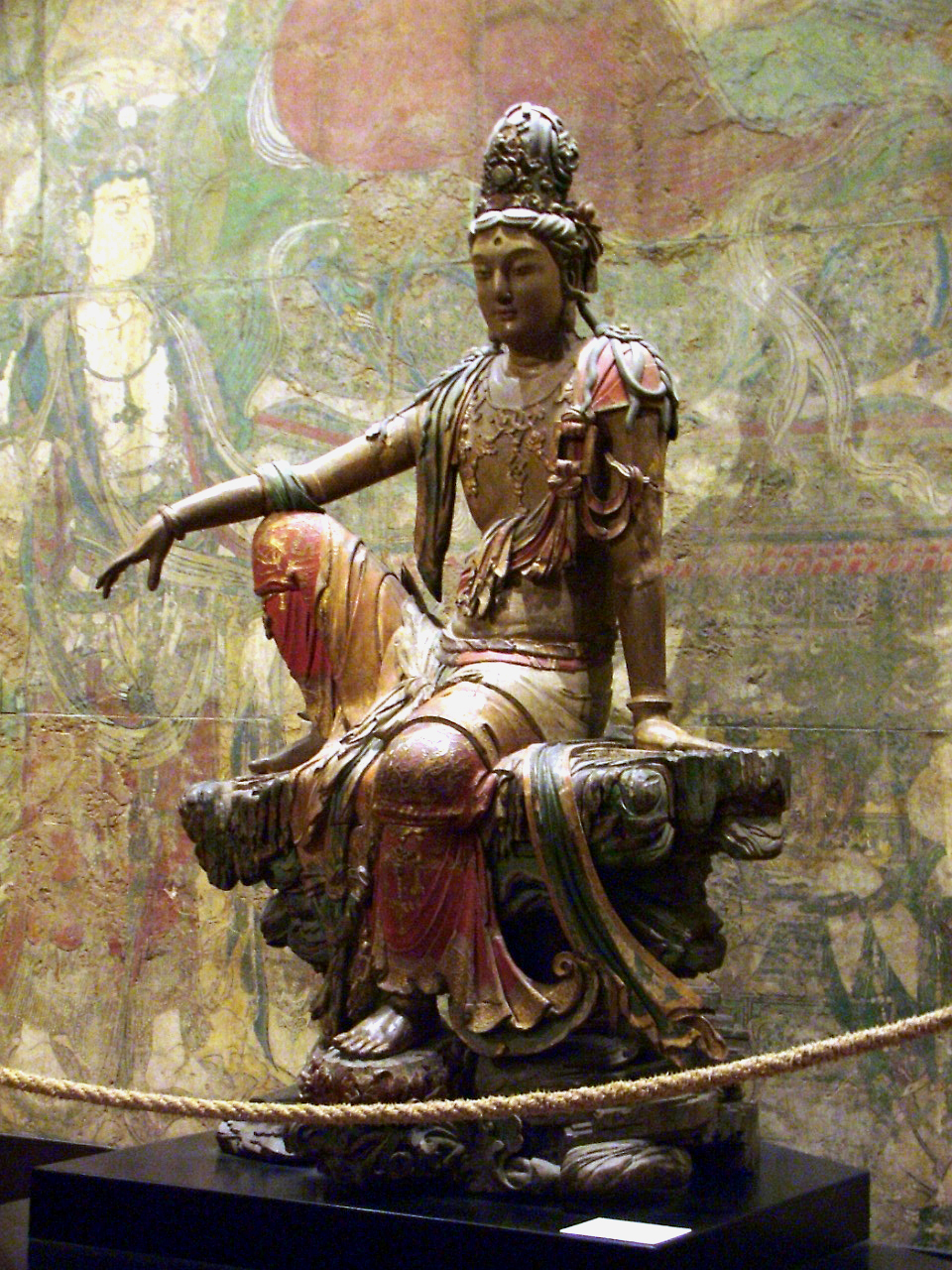
A szenvedések tengerére tekintő Avalókitésvara bódhiszattva. Kína, Liao-dinasztia.

A 14. dalai láma szerint „Ha azt szeretnéd, hogy mások boldogok legyenek, gyakorolj együttérzést. Ha boldog szeretnél lenni, gyakorolj együttérzést”. Bhikkhu Bodhi, amerikai szerzetes szerint az együttérzés teremti meg a hozzávalót a szerető-kindnességhez: a szerető-kedvességben az ember boldogságot és jólétet kíván mások számára, az együttérző ember azt kívánja, hogy mások mentesüljenek a szenvedéstől. Ez a kívánság kiterjed az összes érző lényre, nem csak az emberekre. A mettához hasonlóan az együttérzés is a mások szubjektivitásába történő belépésen keresztül keletkezik. Úgy nő az együttérzés, hogy magunkhoz hasonlóan, egyetlen érző lény sem kíván szenvedni, az akaratuk ellenére mégis üldözi őket a fájdalom, a félelem, a bánat és a dukkha egyéb formái. A dalai láma több könyvet is írt az együttérzésről, például a A könyörület ereje, teljes lista: itt). Előadásai során gyakran elhangzik, hogy az együttérzés jelenti többek között az ellenszert a gyűlöletre, a haragra és egyéb zavaró érzelmekre.
A szanszkrit és páli karuná kifejezés együttérzést jelent és a spirituális út része a buddhizmus összes iskolájában. A théraváda buddhisták, amikor karunában való tartózkodásának oka a boldog jelen élet és mennybéli újjászületés reménye.  A mahájána buddhistáknak a karuná a boddhiszattvává válás egyik feltétele.

### Kereszténység

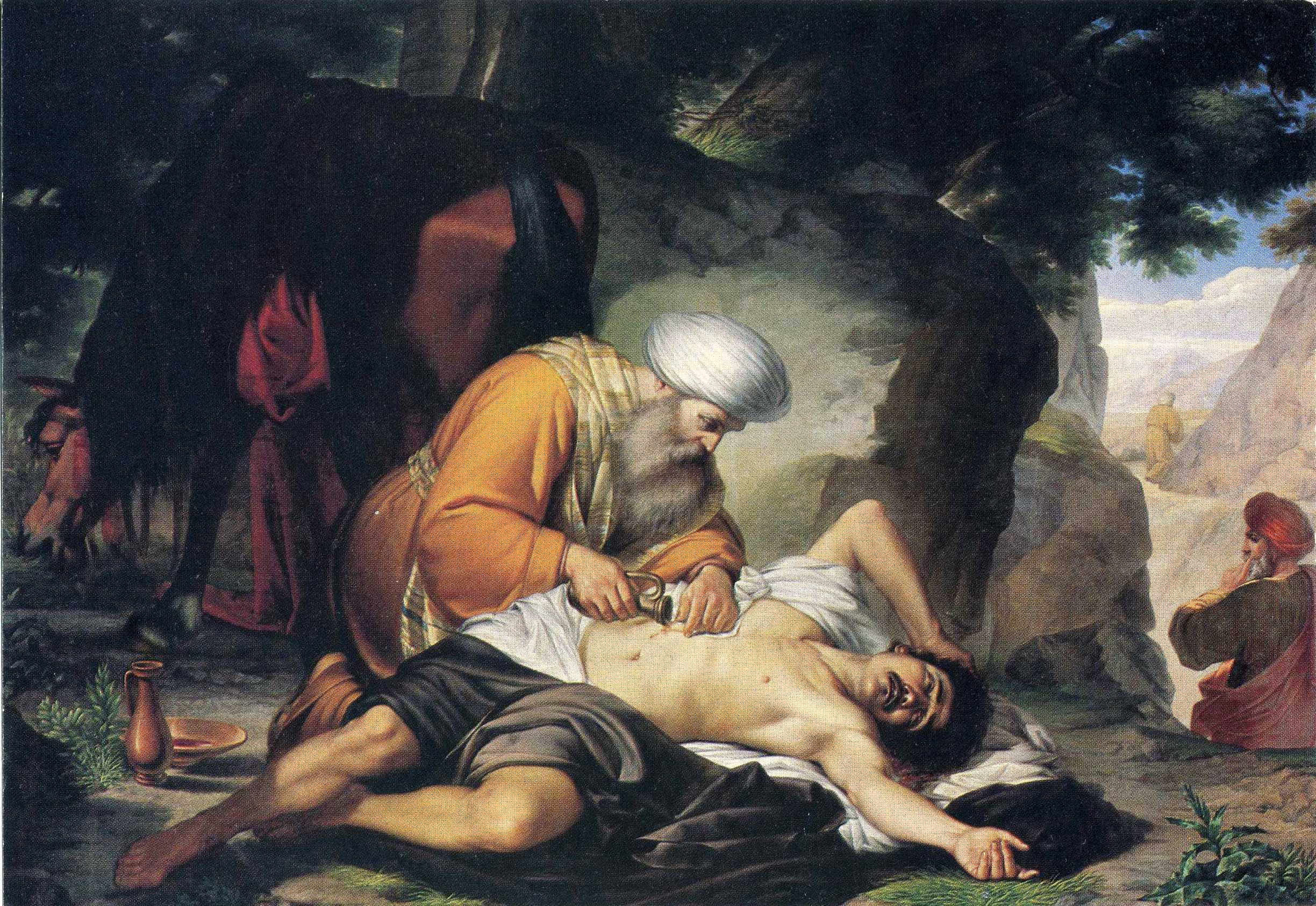
Az együttérzés működés közben: az Irgalmas szamaritánus történetének ábrázolása egy 18. századi itáliai festményen

A keresztény Bibliában Pál második levele a korinthosziakhoz tartalmaz egy részt, ahol Istent úgy nevezik, hogy az „irgalom Atyja” és „minden vigasztalás Istene”. 
|  | „Áldott az Isten, a mi Urunk, Jézus Krisztus Atyja, az irgalom Atyja és minden vigasztalás Istene, aki megvigasztal minket minden nyomorúságunkban, hogy mi is megvigasztalhassunk másokat minden nyomorúságban, azzal a vigasztalással, amellyel Isten vigasztal minket. Mert amilyen bőséggel részünk van Krisztus szenvedéseiben, olyan bőséges Krisztus által a mi vigasztalásunk is. Ha szorongattatunk, ez a ti vigasztalásotokért és üdvösségetekért van, ha vigasztaltatunk, az a ti vigasztalásotokért van, amely elég erős ugyanazoknak a szenvedéseknek az elhordozására, amelyeket mi is szenvedünk. A mi reménységünk bizonyos felőletek, mert tudjuk, hogy amiképpen részestársak vagytok a szenvedésekben, ugyanúgy a vigasztalásban is.” |
|  | |

Jézus a keresztények számára az együttérzés és a törődés megtestesítője. Krisztus arra kérte a követőit, hogy hagyjanak fel saját vágyaikkal és együtt érzően viselkedjenek másokkal, különösképpen azokkal, akik szenvednek. Jézus a hegyi beszédében kinyilatkozza, hogy „Boldogok az irgalmasok, mert majd nekik is irgalmaznak”. Az Irgalmas szamaritánus története az együttérzést emeli ki mint erényt. Az igaz keresztény együttérzés az Evangélium szerint kiterjesztendő még az ellenségekre is.

### Iszlám

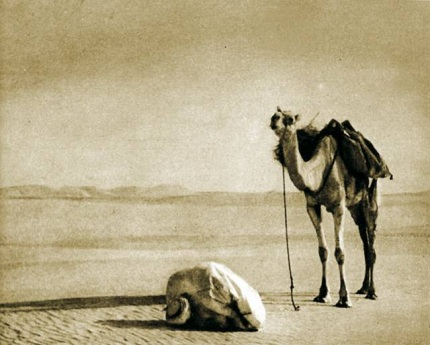
1930-as fénykép egy sivatagi utazóról, aki Allah, a kegyes, az együttérző segítségét kéri

Az iszlám hagyományban Allah legfőbb tulajdonságai közé tartozik a kegyelem és az együttérzés, avagy az arab kanonikus nyelvben használatos rahman és rahim. A Korán mind a 114 fejezete, egy kivétellel, a következő mondattal kezdődik: "A Mindenható és Könyörületes Allah nevében." Az együttérzés arab neve rahmah. A jó muszlim minden reggelét, imáját és fontos cselekedetét úgy kezdi, hogy Allah a mindenható és könyörületes, például Biszm-i-llah a-Rahman-i-Rahim. Az iszlám az együttérzést tanítja.
|  | „Mert bizony eljött hozzatok a Hirnök közületek, kinek szívügye az, mi titeket terhel, aggódik értetek, a híveket megszánó, a könyörületes.” |
|  | – Korán, 9. fejezet, 128 |

## Fordítás
- Ez a szócikk részben vagy egészben  a   Compassion című angol Wikipédia-szócikk fordításán alapul.  Az eredeti cikk szerkesztőit annak laptörténete sorolja fel. Ez a jelzés csupán a megfogalmazás eredetét és a szerzői jogokat jelzi, nem szolgál a cikkben szereplő információk forrásmegjelöléseként.